# Gold-Steinbeißer
Der Gold-Steinbeißer (Sabanejewia aurata, Syn.: Cobitis aurata) innerhalb der Gattung Sabanejewia wurde früher gelegentlich in die Gattung Cobitis eingeordnet und gehört systematisch zur Familie der Steinbeißer (Cobitidae); er ist vor allem in Teilen Osteuropas und Westasiens beheimatet und derzeit durch IUCN als „nicht bedroht“ eingestuft worden.

## Beschreibung
Der Gold-Steinbeißer ist ein kleiner, meist 8 bis 12, höchstens 14 Zentimeter langer Fisch. Sein langer, schlanker Körper weist die typische Form eines Bodenfisches auf, das heißt, er ist im Profil unten etwas abgeflacht und nach oben hin gewölbt. Dabei ist der Vorderkörper bei geschlechtsreifen Männchen besonders dick. Im Querschnitt ist er rundlich. Oberseits ist er dunkel marmoriert, die Flanken sind in der Regel hell bis gelblich-braun und zeigen den typischen Goldglanz. Entlang der Seitenlinie finden sich große, dunkle Flecken mit verschwommenem Rand. Das kleine Maul befindet sich unterseits des Kopfes (ist also unterständig), darüber am Oberkiefer sitzen sechs kurze Barteln. Die vordere Nasenöffnung ist kurz und röhrenförmig ausgeprägt. Unter dem Auge setzt ein kurzer, doppelter Dorn an, den der Fisch zur Verteidigung ausklappen kann. Alle Flossen des Gold-Steinbeißers weisen ausschließlich Weichstrahlen auf. Die Brustflossen setzen recht weit hinter den Kiemendeckeln an. Beim Weibchen ist deren erster Strahl etwas verdickt. Der Ansatz der bauchständigen Bauchflossen befindet sich typischerweise etwas vor dem der Rückenflosse, welche aus acht bis zehn Strahlen besteht. Die Afterflosse hat sieben bis neun Strahlen. Die Schwanzflosse ist nicht gegabelt und besteht aus 14 Weichstrahlen. Auf der Unterseite des Schwanzstieles befindet sich ein schwach ausgeprägter Fettkiel. In einer Längsreihe sitzen 170 bis 200 sehr kleine Rundschuppen. Auf den Schlundknochen sitzen jeweils acht Schlundzähne einreihig angeordnet.

## Verbreitung, Lebensraum und Biologie
Es handelt sich um einen Fisch schnell fließender Gewässer, der vor allem die Ober- und Mittelläufe von Zuflüssen des Schwarzen Meeres bewohnt. Er kommt in der Donau, dem Kamtschija, dem Don, Kuban, Aras, Sefid Rud, Hari Rud und dem Murgab vor. Meist hält er sich direkt auf dem Grund auf und sucht nach kleinen Wirbellosen, die ihm als Nahrung dienen. Dort legt er auch von Mai bis Juli zwischen Steinen und Pflanzen seine Eier ab.

Klassifizierung gemäß IUCN

Auf der Roten Liste der IUCN wird die Art Sabanejewia aurata mit LC (Least Concern, dt. nicht gefährdet) klassifiziert und in der FFH-Richtlinie (Fauna-Flora-Habitat-Richtlinie, 92/43/EWG) wird sie in Anhang II (Tier- und Pflanzenarten von gemeinschaftlichem Interesse, für deren Erhaltung besondere Schutzgebiete ausgewiesen werden müssen) aufgeführt.